# Fernando Rueda (piloto)
Fernando Rueda es un piloto de rally español residente en Sudáfrica que compitió en el Campeonato de África de Rally certamen que ganó en 2003 a bordo de un Mitsubishi Lancer Evo.
Actualmente compite en el campeonato de Sudáfrica de rally con un Toyota Corolla S2000 siendo piloto oficial de Toyota.